# Fédération des États-Unis de football américain
L'USA Football ou Fédération des États-Unis de football est l'instance gérant le football amateur aux États-Unis.
USA Football est un organisme indépendant sans but lucratif basé à Indianapolis dans l'Indiana qui organise plus de 100 séances d'entraînement par an. Il propose également des programmes de formation pour les entraîneurs et les arbitres, participe au développement des compétences pour les jeunes joueurs et fournit des ressources pour les administrateurs de la ligue des jeunes. L'organisation accorde chaque année plus de 1 000 000 $ en subventions d'équipement aux ligues de jeunes et aux écoles secondaires en fonction du mérite et des besoins, ainsi que des ressources supplémentaires. USA Football offre également jusqu'à 500 000 $ en subventions pour la vérification des antécédents des jeunes entraîneurs bénévoles.
Membre de la fédération internationale de football (IFAF) , elle est fondée en décembre 2002 avec le soutien de la NFL et de la National Football League Players Association. 
Elle est représentée par l'es équipes des États-Unis de football l(masculine et féminine) lors des compétitions internationales comme la Coupe du monde de football. 
En mai 2017, la fédération internationale de football n'a plus reconnu USA Football à la suite de différends concernant l'application de mesures antidopage. Néanmoins, l'IFAF (Paris) continue de reconnaître USA Football comme l'organe directeur aux États-Unis et a permis à l'USFAF d'inscrire une équipe de football aux Jeux mondiaux de 2017 où elle a remporté la médaille de bronze.
Un organisme rival, se faisant également appeler Fédération internationale de football  - New York (IFAF New York), a toujours reconnu USA Football et a organisé les Championnats du monde féminins 2017 que les États-Unis ont remportés.
En mars 2018, le Tribunal arbitral du sport (TAS) a déterminé que l'IFAF (New York) était l'entité dirigeante appropriée et a annulé toutes les décisions de l'autre IFAF, y compris leur décision de priver USA Football de sa reconnaissance.
USA Football est actuellement l'organe directeur internationalement reconnu du football aux États-Unis. Carl Peterson (en), ancien directeur général des Chiefs de Kansas City, en est l'actuel président. Il a succédé à Jack Kemp en 2009.
Toutefois, la fédération n'organise pas de compétitions comme ses homologues étrangères, cette mission étant dévolue pour les États-Unis aux Leagues publiques ou privées. Elle distribue des prix, comme ce fut le cas en août 2006 où elle a décerné la Governor's Cup à l'État du Mississippi pour avoir le meilleur rapport  pratiquants/population.[réf. nécessaire]